# Nitrianske Pravno

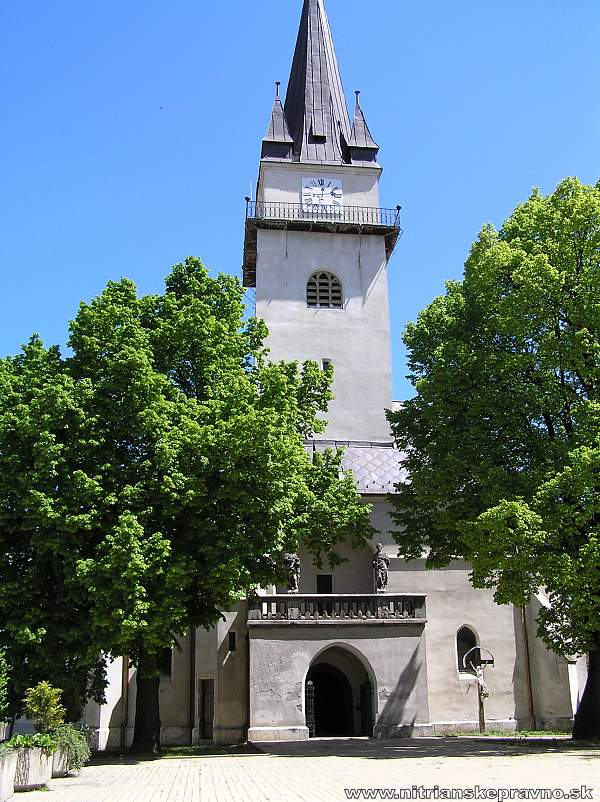
Rzymskokatolicki kościół pw. Umęczenia św. Jana Chrzciciela

Nitrianske Pravno (do 1946 r. Nemecké Pravno, niem. Deutschproben, węg. Németpróna) – wieś (obec) w powiecie Prievidza w kraju trenczyńskim na Słowacji. Powierzchnia: 31,2 km². Liczba ludności: 3236 (31.12.2016).

## Położenie
Leży w północnej części Kotliny Górnonitrzańskiej, nad rzeką Nitrą oraz wpadającą do niej tuż poniżej miasta Tužiną, 12 km na północ od powiatowej Prievidzy. Centrum zabudowy leży na wysokości 348 m n.p.m.

## Historia
Najstarszymi śladami ludzkiej bytności na tym terenie są szkieletowe pochówki z okresu neolitu oraz znaleziony w pobliżu eneolityczny miedziany siekieromłot. Stwierdzono tu również istnienie osiedla i cmentarzyska kultury łużyckiej z przełomu naszej ery.
Nitrianske Pravno powstało w I połowie XIV w. jako osada górnicza przynależna do majątków zamku w Bojnicach. Po raz pierwszy wspominane było w roku 1393. Znaczną część pierwszych osadników stanowili przybysze z krain niemieckich. Wydobywano tu rudy metali, w tym także niewielkie ilości złota – zlatá baňa (słow. kopalnia złota) wspominana była tu jeszcze w 1614 r. Dzięki korzystnemu położeniu przy uczęszczanym szlaku handlowym z doliny Nitry do Turca szybko się rozwijało. Odbywały się tu cotygodniowe targi i doroczne jarmarki. Dokument króla Zygmunta Luksemburskiego z 1430 r. wspomina dzisiejsze Nitrianske Pravno jako miasteczko, które wkrótce dorównało rangą zarówno Bojnicom jak i Prievidzy. W 1489 r., decyzją króla Macieja Korwina, stało się ono wraz z całym „państwem” bojnickim własnością jego syna, Jana Korwina.
Pod koniec XVI i w ciągu XVII w. miasteczko było wielokrotnie niszczone zarówno przez Turków jak i wojska powstańcze w czasie kolejnych powstań antyhabsburskich: Gabora Bethlena (1605) oraz kuruców Emeryka Thökölyego (1678). Tym niemniej w drugiej połowie XVII w. znacznie rozwinęła się produkcja rzemieślnicza. Z czasem cechy rzemieślnicze: krawiecki, kożuszników, masarzy i in. umocniły się na tyle, że w 1779 r.  mieszczanie zdołali wykupić się z poddaństwa. Wielki pożar z 22 lipca 1827 r. zniszczył dużą część zabudowy miasteczka, w znacznej części jeszcze drewnianej, i zupełnie odmienił jego wygląd. Na jego dalszym rozwoju zaważyła reforma administracyjna z 1886 r., która nadała mu status wsi.
W 1883 r., po likwidacji systemu cechowego, sukiennicy zawiązali pierwszą spółdzielnię produkcyjną. Oprócz niej działało tu kilka mniejszych warsztatów, cegielnia i tartak. W 1909 r. doprowadzono tu linię kolejową z Prievidzy. W środowiskach miejscowego proletariatu zaczął się organizować ruch robotniczy, a już w 1921 r. powstała tu komórka organizacyjna nowo założonej Komunistycznej Partii Czechosłowacji. W następnych, kryzysowych latach organizowała ona w okolicy strajki i marsze głodowe.
W okresie słowackiego powstania narodowego w okolicy działało kilka grup partyzanckich, które zorganizowały tu szereg akcji bojowych. Spod okupacji niemieckiej wieś wyzwoliły oddziały radzieckie 2 Frontu Ukraińskiego w dniu 5 kwietnia 1945 r.
Obecnie Nitrianske Prawno jest dużą wsią o zabudowie centrum nawiązującej do dawnej tradycji miejskiej. Stanowi lokalny węzeł komunikacyjny (p. niżej).

## Zabytki
- Kościół katolicki pw. Umęczenia św. Jana Chrzciciela, murowany. Pierwotnie gotycki z końca XIV w., po zniszczeniach z 1605 i 1678 r. restaurowany w l. 1683–1683. Po pożarze z 1828 r. częściowo odnowiony, a następnie gruntownie przebudowany w stylu neogotyckim w latach 1904–1907 wg planów budapesztańskiego architekta Ottona Sztehló tak, że z pierwotnej budowli zachowały się jedynie wieża oraz kaplica św. Michała z ludową rzeźbą Piety z końca XVIII w. Obecnie trójnawowy z poligonalnie zamkniętym prezbiterium.
- Zabudowa rynku z kilkoma murowanymi domami z końca XVI i XVII w., pierwotnie w stylu późnorenesansowym, obecnie po części przebudowanymi.
- Tzw. „Ratusz” na rynku, z 1912 r.
- Kolumna maryjna na rynku z XVIII w.
- Kaplica na cmentarzu, z XIX w.
- Kościół pielgrzymkowy, tzw. Kalwaria, na wzgórzu Galgenberg. Z lat 1933–1937, murowany, bezstylowy.

## Komunikacja
Miejscowość położona jest przy starym szlaku handlowo-pocztowym, zwanym Via magna, biegnącym z Dolnej Nitry do Kotliny Turczańskiej. Obecnie od drogi krajowej nr 64, biegnącej z południa, z Prievidzy, przez Fačkovské sedlo do Żyliny, odgałęzia się droga nr 519 biegnąca przez Vrícke sedlo do miejscowości Príbovce w Kotlinie Turczańskiej. Tu także znajduje się końcowa stacja linii kolejowej nr 144 Prievidza – Nitrianske Pravno – przewozy pasażerskie zostały na niej zawieszone w 2012 r.